# Шпицбершка струја
Шпицбершка струја представља северни крак Норвешке струје, који се код Лофотских острва одваја и креће око Шпицбершких острва обилазећи их са источне стране, тј. супротно од смера казаљке на сату. Као сланија и тежа, тоне у воде Северног Леденог океана. Салинитет се креће око 34,5‰, а температура воде око 3—5° С.